# Osservatorio astronomico di Sormano
L'osservatorio astronomico di Sormano è situato nel comune di Sormano, in provincia di Como, sulle Prealpi Lombarde a circa 1000 m di altitudine.
La struttura è stata completata nel 1987 grazie ai soci del Gruppo astrofili Brianza.
Nel corso degli anni ha indirizzato le sue ricerche verso l'osservazione dei corpi minori del sistema solare (asteroidi e comete) ed ha promosso attività divulgative a tema astronomico, diurna e notturna, con conferenze ed osservazioni dirette del sole durante il giorno e degli astri di notte.

## Attività didattica
L'osservatorio astronomico di Sormano in collaborazione con il comune di Sormano e con la comunità montana del Triangolo Lariano, con il Gruppo astrofili tiene conferenze, visite guidate e osservazione del cielo per scolaresche e gruppi di appassionati.

## Attività scientifica
L'attività scientifica dell'osservatorio include il monitoraggio e l'osservazione di corpi celesti denominati NEO (Near Earth Objects) che possono transitare in prossimità della Terra, come ad esempio l'asteroide Apophis.
Questi oggetti vengono sorvegliati, ne vengono calcolati i futuri avvicinamenti ed i risultati ottenuti, continuamente aggiornati e pubblicati, sono confrontati con i più importanti osservatori mondiali.

## Strumentazione
Il telescopio Cavagna è lo strumento principale dell'osservatorio.
È un Ritchey-Chrétien in fibra di carbonio, realizzato dall'azienda americana RCOS (Ritchey-Chrétien Optical System), ha uno specchio primario di 50 cm di diametro ed un rapporto focale di 6.8.

## Asteroidi scoperti
Presso l'osservatorio sono stati scoperti numerosi asteroidi ad opera di Valter Giuliani, Francesco Manca, Piero Sicoli, Graziano Ventre. Inoltre il Minor Planet Center lo accredita direttamente per la scoperta dell'asteroide 344581 Albisetti, effettuata il 24 gennaio 2003.